# Onerbäänke
Onerbäänke (i pluralis Onerbäänkin, på dansk de underjordiske) er er en sagnfigur fra nordfrisisk folkeminde. Onerbäänke selv er det amrumfrisiske udtryk. På naboøen Før kendes figuren som Oterbaanke (pl. Oterbaankin), på Sild som Önereersk (pl. Önereersken) og på Helgoland som Enerbanske.
Der findes mange folkesagn om de underjordiske på øerne. De er ofte knyttet til de mange gravhøje på gest-øerne, hvor de ifølge folketroen skal leve som underjordiske. De nordfrisiske underjordiske opholder sig mest i mørket, er ofte i konflikt med mennesker og er interesseret i metalliske objekter. Ifølge folkesagnet skal de underjordiske på Sild f. eks. bo mellem gravhøjerne på Morsum Hede og Morsum Klev. I deres udseende (rød jakke, spids kasket) minder de om den sønderjyske Nis Puk, som ifølge folketroen også er hjemme på vesterhavsøerne. 